# З'їзд автономістів-федералістів
З'їзд автономістів-федералістів відбувся у листопаді 1905 року у Петербурзі.
На конгресі представники 11 народів висунули вимогу надання всім народам Російської імперії рівних національних та культурних прав.
Наслідком конгресу стало утворення фракції «Союз автономістів» в І Російській Госдумі. Фракція налічувала 120 депутатів. Автономісти висували вимоги національно-територіальної автономії.
Головою Союзу був поляк Олександр Ледницький, заступником був українець Ілля Шраг.